# آنکرانا
آنکرانا (به لاتین: Ankerana) یک منطقهٔ مسکونی در ماداگاسکار است که در ناحیه آمبوهیماهاسوآ واقع شده‌است. آنکرانا ۱۰٬۰۰۰ نفر جمعیت دارد و ۱٬۲۹۲ متر بالاتر از سطح دریا واقع شده‌است.